# Classe D (cacciatorpediniere 1913)
La classe D fu un gruppo abbastanza omogeneo di cacciatorpediniere costruito per la Royal Navy tra il 1895 e il 1900. Le unità furono costruite, seguendo le specifiche dell'Ammiragliato, con progetti originali del costruttore John I. Thornycroft & Company di Chiswick. I tratti unitari della classe erano la velocità massima di 30 nodi e i due fumaioli.

## Classificazione
Nel 1913 i nove "30 knotter" ancora in servizio con due fumaioli furono retrospettivamente raggruppati nella classe D, nell'ottica di dare una nomenclatura sistematica ai cacciatorpediniere britannici. Nello stesso modo tutti quelli con tre fumaioli furono classificati come classe C e quelli con quattro classe B. Tutte queste unità ebbero il distintivo castello di prua a dorso di tartaruga, pensato per fendere le onde, ma che in realtà tendeva ad affossarsi in qualsiasi stato di mare, risultando in una plancia molto umida. Furono costruiti meglio rispetto alla classe A (i "26 knotter" e "27 knotter"), ma risultarono comunque navi poco marine, incapaci di raggiungere la velocità massima se non in condizioni di mare perfetto.

## Progetto
Le unità dislocavano tra le 355 e le 370 t e ebbero una lunghezza di 64 m. Tutte erano propulse da motori a vapore a triplice espansione da 4250 kW, movimentati dal vapore generato da caldaie a tubi d'acqua alimentate a carbone, tranne l'ultima unità (Stag) sulla quale la potenza fu portata a 4325 kW. L'armamento consisteva in un cannone a fuoco rapido da 12 lb montato su un palco sul castello di prua, cinque cannoni Hotchkiss da 57 mm (due affiancati alla torre di comando, due tra i fumaioli e uno sul cassero) e due tubi lanciasiluri da 450 mm.
Grazie al successo nello sviluppo delle precedenti unità da 26 e 27 nodi, la John I Thornycroft & Company sviluppò il modello a due fumaioli per il programma di costruzione 1894/1895. le navi furono considerate un miglioramento importante rispetto al precedente progetto da 27 nodi sviluppato per il programma 1893/94. Il progetto Thornycroft fu usato per tutte le successive unità da 30 nodi con castello di prua a dorso di tartaruga e al momento della costruzione alle unità con due fumaioli non fu affidato alcun nome di classe.
Avevano un'ampia plancia prodiera, un albero a metà tra questa e i due fumaioli, una prua a dorso di tartaruga, un'ampia poppa arrotondata e entrambi i tubi lanciasiluri a poppavia del secondo fumaiolo. La poppa era in stile Thornycroft, con timone non visibile. Il timone era doppio, rendendo le unità molto manovrabili.

## Unità
| Nome      | Numero di costruzione | Impostazione      | Varo             | Completamento  | Destino finale                                                                |
| --------- | --------------------- | ----------------- | ---------------- | -------------- | ----------------------------------------------------------------------------- |
| Desperate | 305                   | 1 luglio 1895     | 15 febbraio 1896 | Febbraio 1897  | Venduta per demolizione il 20 maggio 1920 alla Thos W Ward di Milford Haven   |
| Fame      | 306                   | 4 luglio 1895     | 15 aprile 1896   | Giugno 1897    | Venduta per demolizione il 31 agosto 1921 a Hong Kong                         |
| Foam      | 307                   | 16 luglio 1895    | 8 ottobre 1896   | Luglio 1897    | Venduta per demolizione il 26 maggio 1914 a Chatham                           |
| Mallard   | 308                   | 13 settembre 1895 | 19 novembre 1896 | Ottobre 1897   | Venduta per demolizione il 10 febbraio 1920 alla South Alloa Shipbreaking Co. |
| Angler    | 313                   | 21 dicembre 1896  | 2 febbraio 1897  | Luglio 1898    | Venduta per demolizione il 20 maggio 1920 alla Thos W Ward di Milford Haven   |
| Ariel     | 314                   | 23 aprile 1896    | 5 marzo 1897     | Ottobre 1898   | Affondata a Malta il 19 aprile 1907                                           |
| Coquette  | 319                   | 8 giugno 1896     | 25 novembre 1897 | Gennaio 1899   | Affondata per aver colpito una mina nel Mare del Nord il 7 marzo 1916.        |
| Cygnet    | 320                   | 25 settembre 1896 | 3 settembre 1898 | Febbraio 1900  | Venduta per demolizione il 29 aprile 1920 alla Thos W Ward di Rainham         |
| Cynthia   | 321                   | 16 luglio 1896    | 8 gennaio 1898   | Giugno 1899    | Venduta per demolizione il 29 aprile 1920 alla Thos W Ward di Rainham         |
| Stag      | 334                   | 16 aprile 1898    | 18 novembre 1899 | Settembre 1900 | Venduta per demolizione il 17 marzo 1921 alla Thos W Ward di Grays            |

Tutte e dieci le navi furono costruite dalla Thornycroft a Chiswick, in quattro gruppi.
- Primo gruppo (ordinato il 10 maggio 1895 sotto il programma 1894–1895):
  - Desperate
  - Fame
  - Foam
  - Mallard - ordinata il 30 maggio
- Secondo gruppo (ordinato il 23 gennaio 1895 sotto il programma 1895–1896):
  - Angler
  - Ariel
- Terzo gruppo (ordinato il 21 aprile 1896 sotto il programma 1896–1897, modifiche rispetto alle unità precedenti):
  - Coquette
  - Cygnet
  - Cynthia
- Stag (ordinata il 7 settembre 1897 sotto il programma 1897–1898, potenza aumentata)